# Dombås
Dombås és una localitat de la província de Oppland a la regió de Østlandet, Noruega. A 1 de gener de 2017 tenia una població estimada de 1.240 habitants.
Està situada a l'interior del sud del país, en la zona dels Alps escandinaus.